# Arenetra autumnalis
Arenetra autumnalis är en stekelart som beskrevs av Henry Keith Townes, Jr. 1978. Arenetra autumnalis ingår i släktet Arenetra och familjen brokparasitsteklar. Inga underarter finns listade.